# Elecciones generales de España
Las elecciones generales de España son las elecciones en las que los ciudadanos de España eligen a los miembros del Congreso de los Diputados y del Senado, las dos cámaras de las Cortes Generales, organismo que representa al pueblo español. Se celebran cada cuatro años salvo convocatoria anticipada o repetición de comicios. Desde la promulgación de la Constitución de 1978 se han celebrado quince elecciones generales en España. Las últimas se celebraron el 23 de julio de 2023. Las próximas elecciones generales se celebrarán no más tarde del domingo 22 de agosto de 2027.
Los miembros del Congreso de los Diputados se eligen mediante un sistema de representación proporcional. Los miembros del Senado se eligen mediante un sistema mixto: unos son elegidos mediante un sistema mayoritario y otros son designados por los parlamentos de las comunidades autónomas. 
Las elecciones generales sirven también como una elección indirecta del presidente del Gobierno de España. Tras las elecciones, se realiza el proceso de investidura, en el que el rey propone un candidato a la presidencia que debe obtener el respaldo de la mayoría del recién elegido Congreso de los Diputados.

## Convocatoria
Las Cortes Generales están formadas por el Congreso de los Diputados (cámara baja) y el Senado (cámara alta). Las elecciones a Cortes Generales se celebran cada cuatro años, o antes en caso de elecciones anticipadas.  El presidente del Gobierno puede disolver las cámaras y convocar elecciones anticipadas en cualquier momento, siempre que haya pasado al menos un año desde las anteriores y no esté en marcha una moción de censura. La convocatoria formal de elecciones se realiza a propuesta del presidente del Gobierno, previa deliberación del Consejo de Ministros, y se decreta por el rey. La Constitución española permite que las elecciones al Congreso de los Diputados y al Senado se celebren en días distintos; sin embargo, hasta ahora siempre se han celebrado a la vez. La Ley Orgánica del Régimen Electoral General establece que las elecciones generales se celebran 54 días naturales después de la publicación del decreto de convocatoria en el Boletín Oficial del Estado. La campaña electoral dura quince días. El día anterior al de las elecciones es la jornada de reflexión.

### Repetición de elecciones
Tras la celebración de las elecciones se realiza el proceso de investidura del presidente del Gobierno de España, en el que el rey propone un candidato a la presidencia del Gobierno, que debe conseguir una mayoría de votos a favor en el Congreso de los Diputados. Si el candidato no obtiene la confianza de la cámara, se inicia un periodo de dos meses en el que el rey puede proponer sucesivos candidatos. Si finalmente ningún candidato consigue ser investido presidente del Gobierno, las Cortes Generales quedan disueltas y se celebran de nuevo elecciones generales 47 días después. 
En dos ocasiones se ha producido la repetición de elecciones. La primera vez, tras las elecciones de 2015: Mariano Rajoy, líder del Partido Popular, que fue la lista más votada, declinó presentarse a la investidura, y el socialista Pedro Sánchez no consiguió obtener la confianza del Congreso, por lo que se repitieron las elecciones en 2016. La segunda vez, tras las elecciones de abril de 2019: Pedro Sánchez, líder del PSOE, que fue la lista más votada, se presentó a la investidura pero no obtuvo la confianza de la cámara, por lo que se celebraron de nuevo elecciones en noviembre de 2019.

## Sufragio activo
En las elecciones generales pueden votar todos los ciudadanos españoles mayores de edad, tanto si residen en España como en el extranjero. Los españoles residentes en el extranjero de forma permanente deben estar inscritos en el Censo Electoral de Residentes Ausentes (CERA) y entre 2011 y 2022 tuvieron que solicitar el voto para poder votar, un sistema conocido como voto rogado. Desde el 4 de octubre de 2022, tras la entrada en vigor de la reforma de la regulación del ejercicio del voto por los españoles que viven en el extranjero, ya no es necesario solicitar el voto como paso previo para su ejercicio. Los inscritos en el CERA votan en el consulado correspondiente por correo o presencialmente. Los españoles residentes en España que se encuentran temporalmente en el extranjero deben estar inscritos como Españoles Residentes Temporalmente Ausentes (ERTA) y también tienen que solicitar el voto. Los ERTA votan en su mesa habitual en España por correo.
No pueden votar en las elecciones los condenados por sentencia judicial firme a pena de privación del derecho de sufragio. Hasta 2018 tampoco podían votar en las elecciones los declarados incapaces en virtud de sentencia judicial firme y los internados en un hospital psiquiátrico con autorización judicial. En 2018 se modificó la LOREG para eliminar esta restricción, permitiendo a 100 000 personas con discapacidad intelectual votar en las elecciones.

## Sufragio pasivo
Pueden ser candidatos en las elecciones generales todos los españoles mayores de edad que, poseyendo la cualidad de elector, no incurren en ninguna de las causas de inelegibilidad: miembros de la familia real, del Tribunal Constitucional, del Tribunal Supremo, del Consejo de Estado, del Consejo de Seguridad Nuclear, de las juntas electorales, el defensor del Pueblo, el fiscal general del Estado, delegados del Gobierno, presidente de Radio Televisión Española, el gobernador del Banco de España, jueces, fiscales, militares y policía en activo, entre otros. Tampoco pueden ser candidatos los condenados por sentencia firme a pena privativa de libertad.
Desde la reforma de la LOREG de 2007 las candidaturas deben presentar listas electorales con una composición equilibrada de hombres y mujeres, de forma que cada sexo suponga al menos el 40 % de la lista. Esta reforma fue recurrida por el Grupo Parlamentario Popular del Congreso de los Diputados ante el Tribunal Constitucional, que en 2008 concluyó que la reforma sí era constitucional.
Desde la reforma de la LOREG de 2011 los partidos sin representación en el Congreso y el Senado deben recoger firmas de electores que avalen sus candidaturas para poder presentarse a las elecciones generales, aparte de los requisitos generales. Los partidos políticos necesitan el 0,1 % de firmas del censo electoral de cada circunscripción. Las agrupaciones de electores necesitan al menos el 1 % de firmas. Cada ciudadano solo puede firmar para una candidatura.

## Congreso de los Diputados

Diputados por circunscripción fijados para las elecciones generales de 2023

La Constitución española establece que los miembros del Congreso de los Diputados sean elegidos por sufragio universal, libre, igual, directo y secreto. Los diputados se eligen mediante escrutinio proporcional plurinominal con listas cerradas en cada circunscripción electoral. En Ceuta y Melilla el escrutinio es en la práctica mayoritario uninominal puesto que solo eligen un diputado. La Constitución especifica que el Congreso de los Diputados debe estar compuesto por un mínimo de 300 y un máximo de 400 diputados. El número actual es de 350 diputados por determinación de la Ley Orgánica del Régimen Electoral General, aprobada en 1985.
Existen 52 circunscripciones electorales para el Congreso de los Diputados, que se corresponden con las cincuenta provincias españolas más las ciudades autónomas de Ceuta y Melilla. Según la ley electoral española cada provincia tiene garantizado un mínimo de partida de dos escaños y las ciudades autónomas de Ceuta y Melilla, uno cada una de ellas. De esta forma, quedan ya asignados 102 escaños. Los otros 248 diputados se asignan de forma proporcional a la población de derecho utilizando la cuota Hare. Este reparto es diferente en cada elección y se concreta en el real decreto de convocatoria de las elecciones. Con ello, en las elecciones generales de 2023 hubo un rango desde 1 diputado, en las circunscripciones de Ceuta y Melilla, hasta 37, en la circunscripción de Madrid.
Tras la celebración de las elecciones generales, se asignan los escaños a las listas electorales en cada circunscripción. Para ese reparto se usa el sistema D'Hondt en cada circunscripción por separado. Además, existe un umbral electoral del 3 %, es decir, un partido necesita obtener al menos el 3 % de los votos válidos emitidos en la circunscripción para optar al reparto de escaños. No obstante, este umbral solo tiene aplicación real en circunscripciones de tamaño grande tales como Madrid o Barcelona. En todo el periodo democrático esta cláusula de exclusión solo se ha aplicado una vez, en 1993 con el Centro Democrático y Social, que había obtenido un 2,99 % de votos emitidos en la provincia de Madrid y al que le habría correspondido un diputado si no hubiera existido el umbral electoral.

### Críticas

Circunscripciones infrarrepresentadas (en rojo) y sobrerrepresentadas (en azul) en las elecciones generales de 2016

El sistema de reparto de los escaños del Congreso de los Diputados a las provincias provoca que las provincias poco pobladas estén sobrerrepresentadas porque se les asignan más escaños que los que recibirían si los escaños se repartieran estrictamente en proporción a la población de cada provincia. Del mismo modo, las provincias muy pobladas están infrarrepresentadas.
El sistema también tiende a favorecer a los partidos políticos grandes. A pesar del uso de un sistema de representación proporcional, que en general facilita la aparición de muchos pequeños partidos en vez de pocos grandes partidos, el sistema de elección del Congreso de los Diputados favorece en la práctica la creación de un sistema bipartidista. Esto se debe a varias razones:
- Debido a la gran disparidad de población entre las provincias, y a pesar de que las provincias pequeñas están sobrerrepresentadas, el número de diputados asignados a cada una de ellas es pequeño y tiende a ir a uno de los dos principales partidos.

- El umbral electoral del 3 % solo actúa en provincias que elijan más de 30 diputados, es decir Madrid y Barcelona. En el resto de circunscripciones, donde se reparten menos escaños, la barrera real para entrar al Congreso es significativamente mayor. Por ejemplo, la barrera efectiva en las provincias con tres escaños es del 25 %.

- El número medio de escaños por circunscripción es uno de los más bajos de Europa. Esto es debido al uso de las provincias españolas como circunscripción electoral, que hace que haya un gran número de circunscripciones.[29] Como consecuencia, el número de votos inútiles es muy grande. Es decir, hay un gran número de votos que no pueden afectar al resultado porque han sido emitidos para algún partido pequeño que no consigue representación en la circunscripción donde han sido emitidos los votos.

- El sistema D'Hondt que se utiliza para repartir los escaños favorece ligeramente a los grandes partidos, comparado con otras fórmulas electorales como el método Sainte-Laguë o los métodos del resto mayor. Sin embargo, la influencia del sistema D'Hondt en la bipolarización del sistema electoral es bastante limitada.

- El tamaño del Congreso de los Diputados es relativamente pequeño,[27] lo que puede favorecer la desproporcionalidad y favorecer a los grandes partidos.

## Senado
La Constitución española establece que el Senado se compone de un número variable de senadores, elegidos por un sistema mixto. En la XIV Legislatura el Senado está compuesto por 266 senadores: 208 de elección directa y 57 designados. El número de senadores de elección directa es fijo, mientras que el de senadores designados varía en función de la población.

### Senadores de elección directa

Senadores de elección directa por circunscripción

La Constitución española establece que los senadores de elección directa son elegidos por sufragio universal, libre, igual, directo y secreto. Los miembros de elección directa del Senado se eligen mediante el sistema mayoritario de voto limitado, con escrutinio mayoritario uninominal en las islas menores. La Constitución fija el número de senadores de cada circunscripción resultando que el total de senadores de elección directa es de 208.
Existen 59 circunscripciones electorales para el Senado, que se corresponden con las cuarenta y siete provincias españolas peninsulares más diez correspondientes a islas y dos para las ciudades autónomas. Le corresponden cuatro senadores a cada provincia peninsular, tres a cada una de las islas mayores (Gran Canaria, Mallorca y Tenerife), uno a cada una de las islas o agrupaciones de islas menores (Ibiza-Formentera, Menorca, Fuerteventura, La Gomera, El Hierro, Lanzarote y La Palma) y dos senadores a cada una de las ciudades autónomas de Ceuta y Melilla.
Los miembros de elección directa del Senado se eligen mediante el sistema mayoritario de voto limitado y escrutinio mayoritario uninominal en las islas menores. En cada circunscripción electoral los partidos políticos presentan sus listas de candidatos, normalmente uno menos que el número de senadores que se eligen en dicha circunscripción. Como es un sistema de voto limitado, el elector solo puede votar un candidato menos que el número de senadores a elegir. Así, cada votante puede dar hasta tres votos en las circunscripciones peninsulares, dos en las islas mayores y Ceuta y Melilla, y uno en las restantes islas. Aunque en las papeletas de votación los candidatos aparecen agrupados por partidos políticos, las candidaturas son individuales, de modo que el votante puede votar a candidatos de partidos diferentes (sistema de voto combinado o panachage). Resultan elegidos los candidatos que hayan recibido el mayor número de votos (cuatro en las circunscripciones peninsulares).

#### Ejemplo de elección: la circunscripción de Castellón (elecciones de abril de 2019)

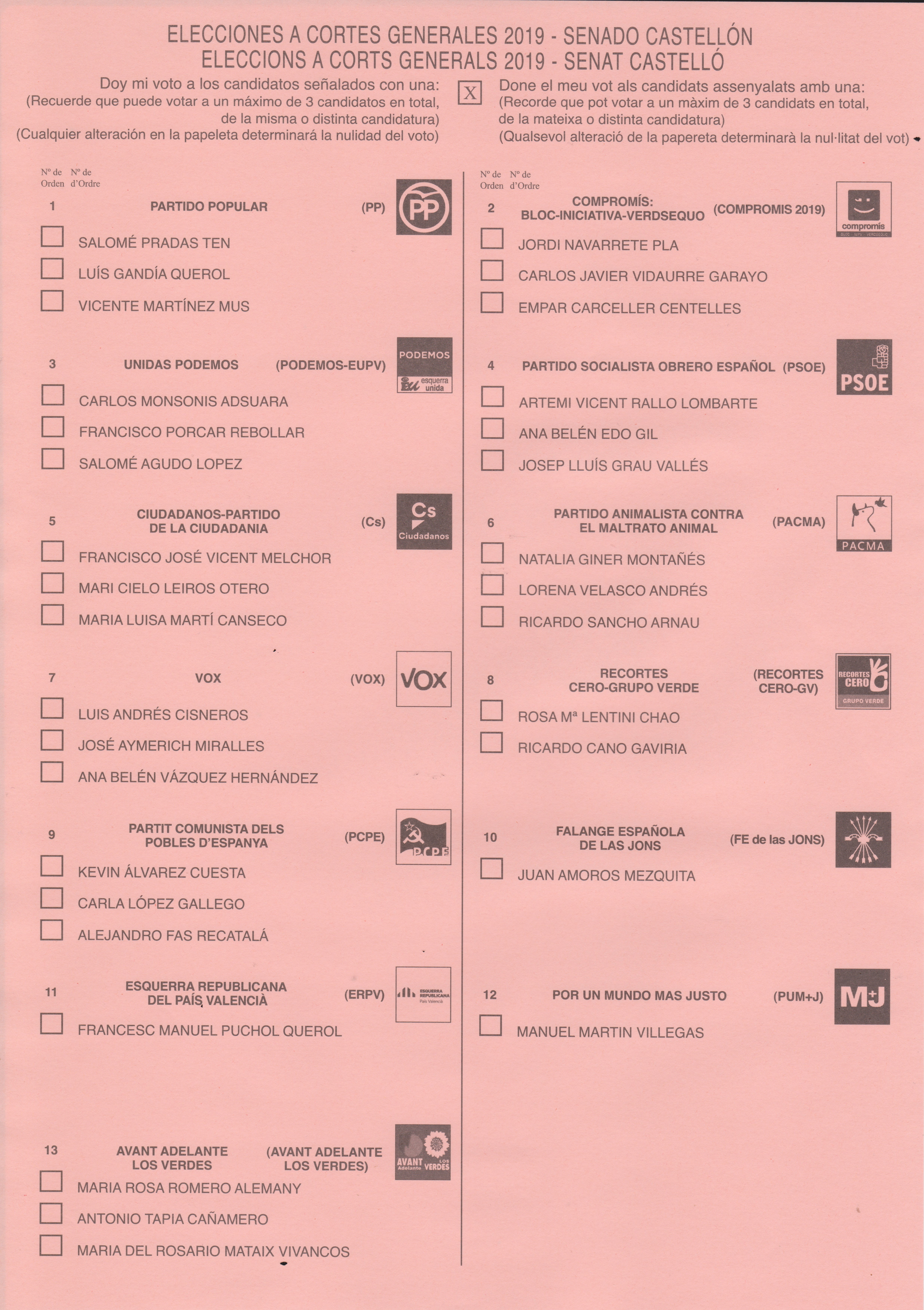
Papeleta del Senado de la circunscripción electoral de Castellón de las elecciones generales de España de abril de 2019.

En las elecciones generales de España de abril de 2019 por la circunscripción electoral de Castellón se presentaron en listas abiertas veintisiete candidatos agrupados en once partidos para ocupar los cuatro escaños del Senado que le correspondían a la circunscripción (Véase la papeleta electoral adjunta). Según la normativa electoral española cada elector podía votar a un máximo de tres candidatos (sin importar que fueran o no del mismo partido, sistema denominado voto combinado o panachage). Teniendo presente que ningún partido podía conseguir los cuatro escaños ocho de ellos presentaron tres candidatos (aspirando a ser el partido más votado) y los tres restantes uno solo (solo aspirando a conseguir el escaño que le correspondería al cuarto candidato más votado). El resultado fue que los tres candidatos más votados fueron los que presentó el PSOE (no recibieron exactamente el mismo número de votos porque siguiendo el sistema del panachage los electores podían votar a candidadatos de otros partidos) y el cuarto, el primero de los presentados por el PP, por lo que el PSOE obtuvo tres senadores y el PP uno, como se puede observar en el cuadro siguiente (ni los otros dos candidatos del PP, ni los del resto de partidos obtuvieron representación):  
| Senador                      | Votos  | Candidatura                              |
| ---------------------------- | ------ | ---------------------------------------- |
| Artemi Vicent Rallo Lombarte | 92.123 | Partido Socialista Obrero Español (PSOE) |
| Ana Belén Edo Gil            | 89.890 | Partido Socialista Obrero Español (PSOE) |
| Josep Lluís Grau Vallés      | 85.440 | Partido Socialista Obrero Español (PSOE) |
| Salomé Pradas Ten            | 76.013 | Partido Popular (PP)                     |

### Senadores designados

Senadores designados por las comunidades autónomas en la XIV legislatura

Los senadores designados por las comunidades autónomas son elegidos por la asamblea legislativa de las mismas. El número de senadores designados es variable en función de la población. Le corresponde a cada comunidad autónoma un senador inicial y otro más por cada millón de habitantes de su respectivo territorio. Al final de cada legislatura, la Diputación Permanente del Senado establece el número de senadores a ser designados en la nueva legislatura. En la XV legislatura, el número de senadores designados es de 58, añadiéndose un senador designado más a la Comunidad Valenciana.
La elección de los senadores designados se verifica con arreglo a un criterio de representación mayoritaria atenuada, que prima a los partidos y coaliciones más votadas.

## Resultados
A continuación se muestran los resultados de las elecciones generales celebradas en España desde la promulgación de la Constitución española en 1978. Se indica la participación y el partido mayoritario en las elecciones al Congreso de los Diputados y al Senado. Se han celebrado 15 elecciones generales desde 1978. Las elecciones con mayor participación fueron las de 1982; y las de menor participación, las de noviembre de 2019.
|  | 68,04 % |

|  | 168/350 |

|  | 118/208 |

|  | 79,97 % |

|  | 202/350 |

|  | 134/208 |

|  | 70,49 % |

|  | 184/350 |

|  | 124/208 |

|  | 69,74 % |

|  | 175/350 |

|  | 107/208 |

|  | 76,44 % |

|  | 159/350 |

|  | 96/208 |

|  | 77,38 % |

|  | 156/350 |

|  | 112/208 |

|  | 68,71 % |

|  | 183/350 |

|  | 127/208 |

|  | 75,66 % |

|  | 164/350 |

|  | 102/208 |

|  | 73,85 % |

|  | 169/350 |

|  | 101/208 |

|  | 68,94 % |

|  | 186/350 |

|  | 136/208 |

|  | 69,67 % |

|  | 123/350 |

|  | 124/208 |

|  | 66,48 % |

|  | 137/350 |

|  | 130/208 |

|  | 71,76 % |

|  | 123/350 |

|  | 123/208 |

|  | 66,23 % |

|  | 120/350 |

|  | 92/208 |

|  | 66,59 % |

|  | 137/350 |

|  | 120/208 |